# Quillacollo

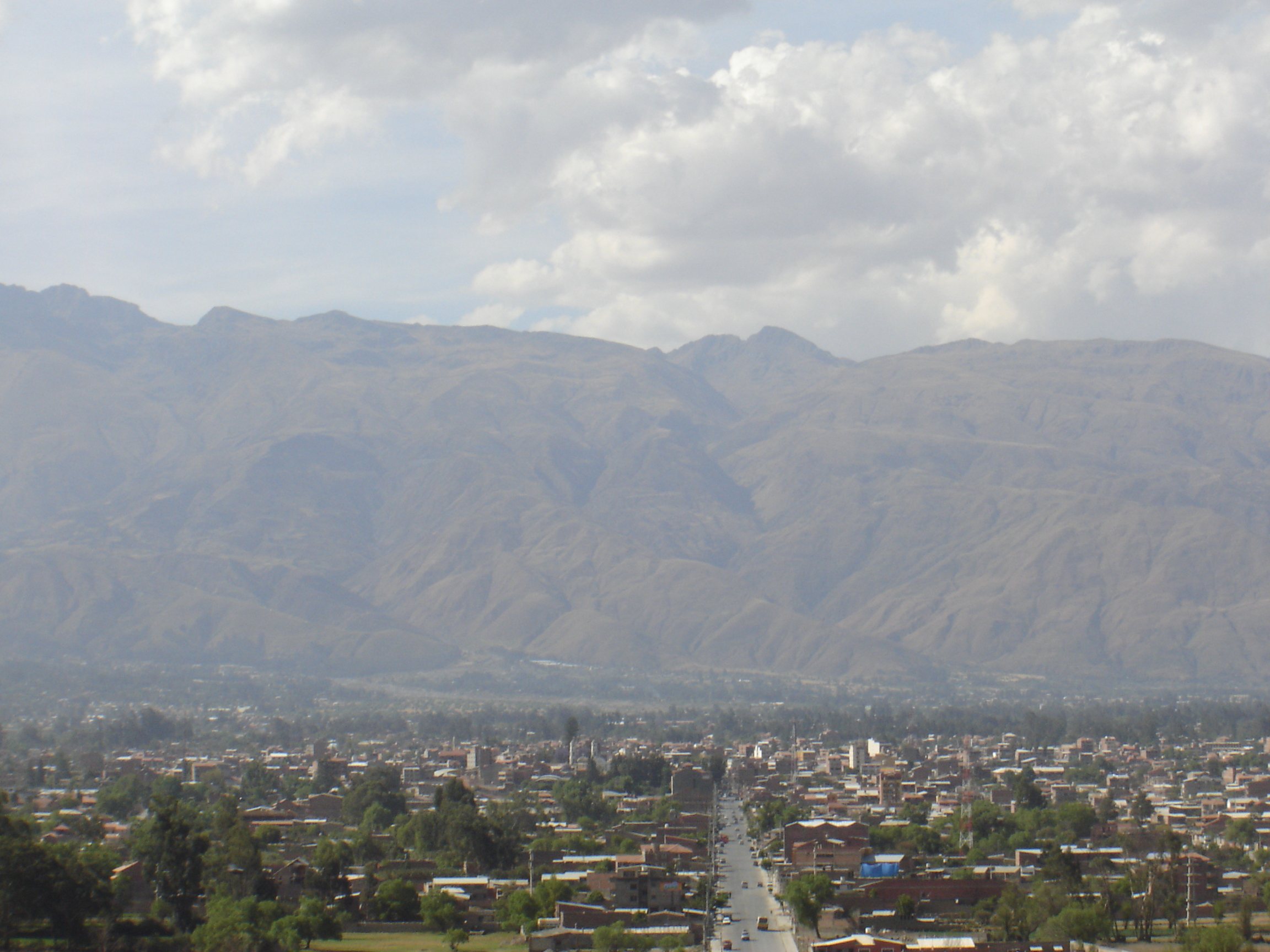
Quillacollo

Quillacollo är huvudstaden i den bolivianska provinsen Quillacollo i departementet Cochabamba.